# How Long (Ace)
How Long is een nummer van Engelse rockband Ace, uitgebracht als single van hun album Five-A-Side uit 1974.

## Achtergrond
Hoewel het nummer vaak geïnterpreteerd wordt als een nummer over overspel, gaat het eigenlijk over de ontdekking van leadzanger en componist van How Long, Paul Carrack, dat de bassist Terry Comer heimelijk samenwerkte met de Sutherland Brothers. Comer kwam op tijd terug naar Ace om basgitaar te spelen op de opname van How Long. De gitaarsolo op het nummer werd ingespeeld door Alan King.

## Coverversies
- Lipps Inc. scoorde een bescheiden hit met hun versie in 1981;
- Rod Stewart, in 1982, bracht een versie van How Long op zijn album Tonight I'm Yours;
- Aswad nam samen met Yazz het nummer op in 1993 op Yazz's album One on One;
- Bobby Womack nam een versie op voor Home Is Where the Heart Is;
- Barbara Mandrell nam een country/discoversie op voor Love's Ups and Downs;
- Barbara Dickson voegde een coverversie toe op haar album Coming Alive Again;
- Jeff Golub en Brian Auger, beide smooth jazzartiesten, namen een versie op met Christopher Cross als zanger op het album Train Keeps A Rolling.

## NPO Radio 2 Top 2000
| Nummer met noteringen in de NPO Radio 2 Top 2000 | '99  | '00 | '01  | '02  | '03  | '04  | '05-'06 | '07  | '08  |
| ------------------------------------------------ | ---- | --- | ---- | ---- | ---- | ---- | ------- | ---- | ---- |
| How Long                                         | 1126 | -   | 1041 | 1119 | 1439 | 1759 | -       | 1673 | 1968 |

1. ↑  Een '-' betekent dat het nummer niet was genoteerd en een vetgedrukt getal geeft de hoogste notering aan.
2. ↑  Deze tabel is bijgewerkt tot en met de laatste editie (2024).